# Sieć bayesowska
Sieć bayesowska służy do przedstawiania zależności pomiędzy zdarzeniami bazując na rachunku prawdopodobieństwa. Klasycznym przykładem jest reprezentowanie zależności pomiędzy symptomami a chorobą.
Formalnie taka sieć jest modelowana za pomocą skierowanego grafu acyklicznego, w którym wierzchołki reprezentują zdarzenia, a łuki związki przyczynowe pomiędzy tymi zdarzeniami. Jeśli od wierzchołka A prowadzi ścieżka do wierzchołka B to B jest potomkiem A. Podstawowym założeniem sieci bayesowskiej jest niezależność danego zdarzenia od wszystkich innych, które nie są jego potomkami.

## Historia
Termin "sieć bayesowska" został zaproponowany przez Judeę Pearla w 1985 roku, aby podkreślić:
- często subiektywny charakter informacji wejściowej
- poleganie na warunkowaniu Bayesa jako podstawie do aktualizacji informacji
- różnicę między przyczynowymi, a dowodowymi trybami rozumowania[1]

Pod koniec lat 80. książki Pearla "Rozumowanie probabilistyczne w inteligentnych systemach" oraz Neapolitana "Rozumowanie probabilistyczne w systemach ekspertowych" podsumowały ich właściwości i ustanowiły je jako dziedzinę badań.